# جون بولستون
جون ديفيد بولستون (بالإنجليزية: John David Polston)‏ (مواليد 10 يونيو 1968) هو مدرب كرة قدم إنجليزي ولاعب محترف سابق.
كان مدافعًا حيث بدأ مسيرته مع نادي توتنهام هوتسبر، قبل أن يلعب بشكل ملحوظ مع نادي نورويتش سيتي حيث شارك في الدوري الإنجليزي الممتاز وكأس الاتحاد الأوروبي.

## حياته الكروية
في مارس 1990 أصبح جون وشقيقه آندي أول شقيقين يلعبان معًا في فريق توتنهام الأول منذ عام 1912، غادر بولستون توتنهام في نفس العام بعد أن خاض 28 مباراة مع النادي، عندما دفع ديف سترينجر مدرب نورويتش 300 ألف جنيه إسترليني مقابل ذلك.
كان بولستون عضوًا رئيسيًا في فريق نورويتش الذي احتل المركز الثالث في الموسم الافتتاحي للدوري الممتاز (1992-93) وقاد الفريق في أول مباراة أوروبية للنادي على الإطلاق (في كأس الاتحاد الأوروبي ضد فيتيس أرنهيم) في الموسم التالي سجل الهدف الثاني وكانت نتيجة المباراة 3-0، وفي الجولة التي وصل فيها الفريق إلى نهاية موسم 1992-93 سجل هدف الفوز الحيوي ضد أستون فيلا في كارو رود.
انتقل من نورويتش إلى ريدينغ في عام 1998، اعتزل بولستون كرة القدم في أبريل 2001 بعد أن فشل في التعافي من إصابة في الركبة، ومن ثم أصبح مدرب شخصي.
في سبتمبر 2018 انضم بولستون إلى فريق كرة القدم في أكاديمية جون ماديجسكي كمدرب لفريق التطوير.